# To Be Alive!
To Be Alive! ist ein US-amerikanischer Dokumentar-Kurzfilm, der 1964 veröffentlicht wurde. Der von Francis Thompson produzierte Film beruht auf einer Erzählung von Edward Field, der auch den erklärenden Text sprach. Der Film wurde bei den 38. Academy Awards 1966 mit einem Oscar ausgezeichnet. 

## Inhalt
To Be Alive! – Am Leben sein konzentriert sich auf die Gemeinsamkeiten, die Menschen aller Kulturkreise – trotz aller Unterschiede – verbinden. Gezeigt werden Kinder in allen Teilen der Welt, ihr Umfeld, ihr Alltag und die Bedingungen, unter denen sie aufwachsen. Betont wird das alle Menschen verbindende Element, ein Leben frei von Sorgen und in Zufriedenheit anzustreben. Verwiesen wird auf Gemeinsamkeiten, die allen Kindern eigen sind, auch wenn die Lebensbedingungen, denen sie ausgesetzt sind und unter denen sie aufwachsen, grundverschieden sein können. Beobachtet wurden Kinder in verschiedenen Stufen ihres Lebens an mannigfaltigen Orten in den Vereinigten Staaten, in Europa, Asien und Afrika.

## Produktion, Veröffentlichung
Es handelt sich um eine Francis Thompson, Fun City Films, S. C. Johnson & Son-Produktion, vertrieben von S. C. Johnson & Son. Die Dreharbeiten erstreckten sich über einen Zeitraum von 18 Monaten. Die Academy of Motion Picture Arts and Sciences entschied, dass To Be Alive! wegen seiner Präsentation auf drei separaten Leinwänden nicht den Bedingungen entsprach, die an einen Beitrag, der für einen Oscar nominiert werden konnte, zu stellen sind. Daraufhin wurde eine 70-mm-Single-Screen-Version erstellt, die dann 1965 in Los Angeles gezeigt wurde und sich für die 1966 zu verleihenden Oscars qualifizieren konnte.
Der Film wurde speziell für den Johnson Wax Golden Rondelle Pavillon auf der New York World’s Fair 1964 produziert. Gezeigt wurde er dort erstmals am 22. April 1964. Vorgeführt wurde er auch im Pavillon der Vereinten Nationen auf der Expo 67. Im Juni 2005 hatte eine restaurierte Version im Hauptsitz von S. C. Johnson in Racine, Wisconsin, Premiere, wo sie dann täglich bei freiem Eintritt gezeigt wurde.

## Kritik
Dwight D. Eisenhower, von 1953 bis 1961 der 34. Präsident der Vereinigten Staaten, sagte über den Film, er sei fantasievoll und sehr schön gemacht und zeige die Welt durch Kinderaugen, bei denen noch kein Raum sei für Vorurteile und Arroganz.

## Auszeichnungen
- New York Film Critics Circle Awards 1964: Lobende Erwähnung durch die NYFCC, eine in New York ansässige Filmkritikervereinigung
- Auszeichnung des Films durch die Nationale Konferenz der Christen und Juden
- Oscarverleihung 1966: Oscar für Francis Thompson und seinen Film in der Kategorie Bester Dokumentar-Kurzfilm